# Болотяна street, або Засіб проти сексу
«Болотяна street, або Засіб проти сексу» — радянський художній фільм 1991 року режисера  Марка Айзенберга.

## Сюжет
Комедія про секс, людські взаємини, недоладність і казуси нашого життя. В її безглуздих героях глядачеві неважко впізнати своїх сусідів, колег, а часом і самих себе. Місце дії ексцентрично-еротичної комедії — висотний будинок, а герої — його мешканці і пожежники, які прибули гасити будинок, який спалахнув від «любовної» іскри…

## У ролях
- Михайло Пуговкін —  управдом Федір
- Тетяна Васильєва —  Лідія
- Леонід Ярмольник —  Геннадій
- Лариса Удовиченко —  Наталя Володимирівна
- Станіслав Садальський —  Льова
- Михайло Кокшенов —  пожежний Григорій (Гриша «Сидоровичу»)
- Юхим Шифрін —  мешканець з 12-го поверху
- Олена Кондулайнен —  репортер
- Семен Фарада —  Семен Пахомов, фальшивомонетник
- Мамука Кікалейшвілі —  Зураб Григорович Прокопенко
- Тетяна Божок —  Фаїна
- Євген Моргунов —  господар квартири
- Борис Гітін —  злодюга
- Євген Редько —  студент
- Михайло Поліцеймако —  Коля Пахомов
- Володимир Брежнєв —  пожежний
- Георгій Штиль —  Лазар Куперман
- Броніслава Захарова —  мешканка
- Раїса Рязанова —  Нюра
- Вадим Захарченко —  депутат
- Олександра Колкунова —  наречена
- Рудольф Рудін —  капітан міліції

## Знімальна група
- Сценарист: Володимир Зайкін
- Режисер:  Марк Айзенберг
- Оператор:  Олег Рунушкін
- Композитор: Олександр Зацепін
- Художник:  Тетяна Філатова